# نادي الأسرة
نادي الأسرة الرياضي هو فريق كرة قدم عراقي يقع مقره كربلاء، تأسس عام 2021، يلعب في الدوري العراقي الدرجة الثانية.

## التاريخ الإداري
- علاء كريم

## أنظر أيضا
- كأس العراق 2022-23

## روابط خارجية
- نادي الأسرة على Goalzz.com
- أندية العراق - تواريخ التأسيس